# 다문화가족 음악방송
다문화가족 음악방송은 국내거주 다문화 가족들의 문화적 소외감을 보듬어주고 한국생활 적응을 돕기 위해, 세계 8개 언어로 진행되는 국내 최초의 본격적 다문화 다언어 방송이다.
각종 다문화가족 복지사업을 벌이고 있는 웅진재단이 다채널 디지털 라디오 방송 사업자인 (주)디지털스카이넷과 제휴하여 기획추진한 다문화가족 음악방송은 2008년 8월 15일에 중국어, 베트남어, 필리핀어(영어병용), 태국어 방송을 시작으로 2009년에는 러시아어, 일본어, 아랍어, 몽골어 방송을 추가하여 현재 8개 언어로 하루 24시간 국내 거주 외국인들을 위한 방송을 하고 있다.

## 출범 배경
2010년 현재 120만을 넘어서고 있는 결혼이주민, 외국인 노동자와 유학생 등 장기 국내 거주 외국인들이 한국 사회의 새로운 소외계층으로 떠오르고 있다. 이에 따라 이들의 불안정한 미래가 한국 사회의 문제로 대두되고 있는 상황이다. 따라서 이들이 한국사회에 자연스럽게 적응하고 통합되기 위해서는, 상호 소통과 이해의 필요성과 함께 모국어와 모국문화에 대한 자긍심과 정체성을 길러주는 것이 장기적으로 필요하다. 아울러 한국 사회의 외국인과 외국문화에 대한 이해와 포용이 요구된다. 이에 따라 다문화가족 음악방송은 다문화가족의 문화적 정체성과 자긍심을 높이고, 한국사회 적응을 구체적으로 그리고 문화적으로 도와, 장기적으로 이들의 삶의 질을 높이고 한국사회에 진정으로 통합될 수 있는 배경과 기반을 마련하고자 방송국이 출범하였다.

## 특징
1. 해당 언어권국가 출신의 진행자가 진행하여 한국에서 고국의 라디오를 듣는 듣한 느낌을 준다
2. 음악 또한 해당 언어권 음악이 주를 이룬다
3. 한국에서 살아가는데 필요한 다양한 정보를 제공한다
4. 한국어교육 코너를 운영한다

## 프로그램 편성
- 방송 언어: 러시아어, 베트남어, 몽골어, 아랍어, 일본어, 중국어, 태국어, 필리핀어
- 방송 채널: 다문화가족 음악 방송은 Skylfe 위성 방송, 디지털 케이블 TV, IPTV QOOK TV 등 다양한 매체의 오디오 채널을 통해 방송되고 있다. 홈페이지(http://www.wjf.kr)를%5B깨진+링크(과거+내용+찾기)%5D 통해서도 실시간 청취 및 다시듣기가 가능하다.

• 베트남어, 중국어, 태국어, 필리핀어: Skylife 854 C&M, GS강남/울산 방송, KCTV 광주, 서경방송, 충청방송 811, 포항/신라 방송 142, 강원방송 510, 충북방송, 156, QOOK TV 620
• 러시아어, 몽골어, 아랍어, 일본어: Skylife 855 C&M, GS강남/울산 방송, KCTV 광주, 서경방송, 충청방송 812, 포항/신라 방송 143, 강원방송 511, 충북방송, 157, QOOK TV 621
- 방송 시간

| 러시아어 | 베트남어 | 몽골어 | 아랍어 | 일본어 | 중국어 | 태국어 | 필리핀어 |
| -------- | -------- | ------ | ------ | ------ | ------ | ------ | -------- |
| 04:30    | 01:30    | 01:30  | 03:00  | 00:00  | 00:00  | 04:30  | 03:00    |
| 10:30    | 07:30    | 07:30  | 09:00  | 06:00  | 06:00  | 10:30  | 09:00    |
| 16:30    | 13:30    | 13:30  | 15:00  | 12:00  | 12:00  | 16:30  | 15:00    |
| 22:30    | 19:30    | 19:30  | 21:00  | 18:00  | 18:00  | 22:30  | 15:00    |